# The Jazz Singer (1927.)
The Jazz Singer američki je igrani film iz 1927. godine, poznat prije svega kao prvi cjelovečernji film sa sinkroniziranim dijalozima, a koji se često kolokvijalno (i pogrešno) navodi kao prvi zvučni film. Producirao ga je Warner Bros. studio koristeći Vitaphone tehniku snimanja zvuka na ploči,  a redatelj je bio Alan Crosland. Radnja se temelji na kazališnom komadu Samsona Raphaelsona, a naslovnu ulogu - židovskog pjevača iz tradicionalne obitelji, koji prkoseći strogom ocu, napušta dom kako bi započeo uspješnu karijeru jazz pjevača - tumačio je Al Jolson, kom je to bila najpoznatija uloga u karijeri. Film je doživio ogroman komercijalni uspjeh te potakao druge filmske studije u Hollywoodu i ostatku svijeta da u svoja ostvarenja ubacuju što više govora i glazbe, označivši time početak kraja ere nijemog filma.
1980. snimljena je istoimena verzija filma u kojoj nastupaju Neil Diamond, Laurence Olivier i Desi Arnaz.

## Filmska ekipa
- Al Jolson kao Jakie Rabinowitz (Jack Robin)
- May McAvoy kao Mary Dale
- Warner Oland kao Kantor Rabinowitz
- Yossele Rosenblatt glumi sam sebe
- Eugenie Besserer kao Sara Rabinowitz
- Otto Lederer kao Moisha Yudelson
- Bobby Gordon kao Jakie Rabinowitz (u dobi od 13 godina)
- Richard Tucker kao Harry Lee

## Vanjske poveznice
- The Jazz Singer promo Vitaphone short
- Al Jolson Society Official Website includes clip from The Jazz Singer of Jolson's first onscreen speech and performance of "Toot, Toot, Tootsie" (follow links: His Work–Films–The Jazz Singer–Toot, Toot, Tootsie)
- Let's Go To The Movies (1948) film clip, with excerpt of "My Mammy" at 2:30; at the Internet Archive
- Lux Radio Theater/The Jazz Singer radio version originally broadcast on August 10, 1936; at the Internet Archive